# تریپل اکس (مجموعه‌فیلم)
تریپل اکس (انگلیسی: XXX)
یک مجموعه‌فیلم فیلم اکشن آمریکایی است که توسط Rich Wilkes ساخته شده‌است

## فیلم

### XXX (2002)
این فیلم در ۹ اوت ۲۰۰۲ منتشر شد که در آن وین دیزل در نقش زاندر کیج، یک هیجان‌انگیز ورزش‌های افراطی علاقه‌مند، بدلکار و سرکش بازی می‌کند. آژانس امنیت ملی که برای آژانس امنیت ملی ورزشکار تبدیل به اکراه می‌شود که به یک مأموریت خطرناک برای نفو گروهی از تروریستهای بالقوه روسیه در اروپای مرکزی فرستاده می‌شود. آسیا آرجنتو، مارتون چوکاس و ساموئل ال. جکسون در این فیلم نیز بازی می‌کنند. کارگردانی آن بر عهده راب کوهن بود که پیش از این فیلم «سریع و خشمگین» (۲۰۰۱) را کارگردانی کرد که دیزل نیز در آن بازی کرد.

### XXX: Return of Xander Cage (2017)
این فیلم در ۲۰ ژانویه ۲۰۱۷ منتشر شد و شاهد بازگشت دیزل در نقش زاندر کیج است که از تبعید خودخواسته بیرون می‌آید، تصور می‌شود مدت‌ها مرده‌است و در مسیر برخورد با جنگجوی آلفای مرگبار و تیمش در یک مسابقه قرار می‌گیرد. برای بازیابی یک سلاح شوم و به ظاهر غیرقابل توقف معروف به جعبه پاندورا. زاندر با استخدام یک گروه کاملاً جدید از گروه‌های هیجان‌انگیز، خود را درگیر توطئه‌ای مرگبار می‌بیند که به تبانی در بالاترین سطوح دولت‌های جهان اشاره می‌کند.

### XXX 4 (TBA)
در سپتامبر ۲۰۱۸، اعلام شد که فیلم چهارم در حال ساخت است. این پروژه یک تولید مشترک است، با The H Collective و آی‌چی‌یی پس از آن که سابق حق امتیاز را از رولوشن استودیوز به دست آورد. D.  اعتقاد بر این بود که جی. کاروسو به عنوان کارگردان بازخواهد گشت، در حالی که وین دیزل نقش خود را در نقش زاندر کیج دوباره بازی خواهد کرد. قرار بود تولید در اوایل سال ۲۰۱۹ آغاز شود. در نوامبر ۲۰۱۸، جی چو و زوئی ژانگ به بازیگران پیوستند. ستاره راک و نوازنده ژاپنی Yoshiki به عنوان آهنگساز فیلم خواهد بود. .